# Phyllachora tetraspora
Phyllachora tetraspora är en svampart som beskrevs av Chardón 1932. Phyllachora tetraspora ingår i släktet Phyllachora och familjen Phyllachoraceae.   Inga underarter finns listade i Catalogue of Life.